# The Celestial City
The Celestial City é um filme mudo britânico de 1929, do gênero policial, dirigido por J.O.C. Orton e estrelado por Norah Baring, Cecil Fearnley e Lewis Dayton. Foi feito em Welwyn Studios pela British Instructional Films, e baseado no romance homônimo de 1926, pela autora Emma Orczy.

## Elenco
- Norah Baring – Lita
- Cecil Fearnley – Sir Philip Charteris
- Lewis Dayton – Paul Sergine
- Malvina Longfellow – Princesa Brokska
- Henri De Vries – Bill
- Frank Perfitt – Sir John Errick
- Albert Rebla – Laddie
- Gordon Begg – Truscott